# Sikou (köpinghuvudort i Kina, Shandong Sheng, lat 37,32, long 120,64)
Sikou (kinesiska: 寺口, 寺口镇) är en köpinghuvudort i Kina. Den ligger i provinsen Shandong, i den östra delen av landet, omkring 330 kilometer öster om provinshuvudstaden Jinan. Antalet invånare är 19 706. Befolkningen består av 9 638 kvinnor och 10 068 män. Barn under 15 år utgör 10,0 %, vuxna 15-64 år 75 %, och äldre över 65 år 14,0 %.
Runt Sikou är det tätbefolkat, med 493 invånare per kvadratkilometer. Närmaste större samhälle är Zhuangyuan, 17,0 km öster om Sikou. Trakten runt Sikou består till största delen av jordbruksmark.
Genomsnittlig årsnederbörd är 747 millimeter. Den regnigaste månaden är juli, med i genomsnitt 283 mm nederbörd, och den torraste är januari, med 11 mm nederbörd.